# Arnaud de Moles
Pour les articles homonymes, voir Moles.
Arnaud de Moles (Arnaud ou Arnaut, Moles ou Molès) né vers 1470 à Saint-Sever (Landes), mort vers 1520, est un maître verrier, auteur des vitraux de la cathédrale Sainte-Marie d'Auch.

## Biographie
On a longtemps considéré Arnaud de Moles comme un pur Auscitain, parfois un Toulousain, jusqu'à ce qu'on découvre en 1868 les documents qui établissent que sa famille était installée, et que lui-même travailla, à Saint-Sever Cap de Gascogne, dans les Landes. En tant que maître verrier, il dirigea un important atelier et forma plusieurs élèves. 
Il a aussi exercé en tant que sculpteur, en 1517, pour la réalisation du retable de l'église Saint-Vincent de Nay, ainsi que pour le dessin des figures sculptées sur les stalles du choeur de la cathédrale d'Auch. En 1524, comme peintre-imagier, il a reçu la commande d'un sépulcre à placer au-dessus du maître-autel de l'église Saint-Romain de Toulouse mais que la mort l'a empêché d'exécuter.
On sait peu de choses sur sa biographie, mais l'œuvre qu'il a laissée est une des plus importantes de son temps.

## Œuvres

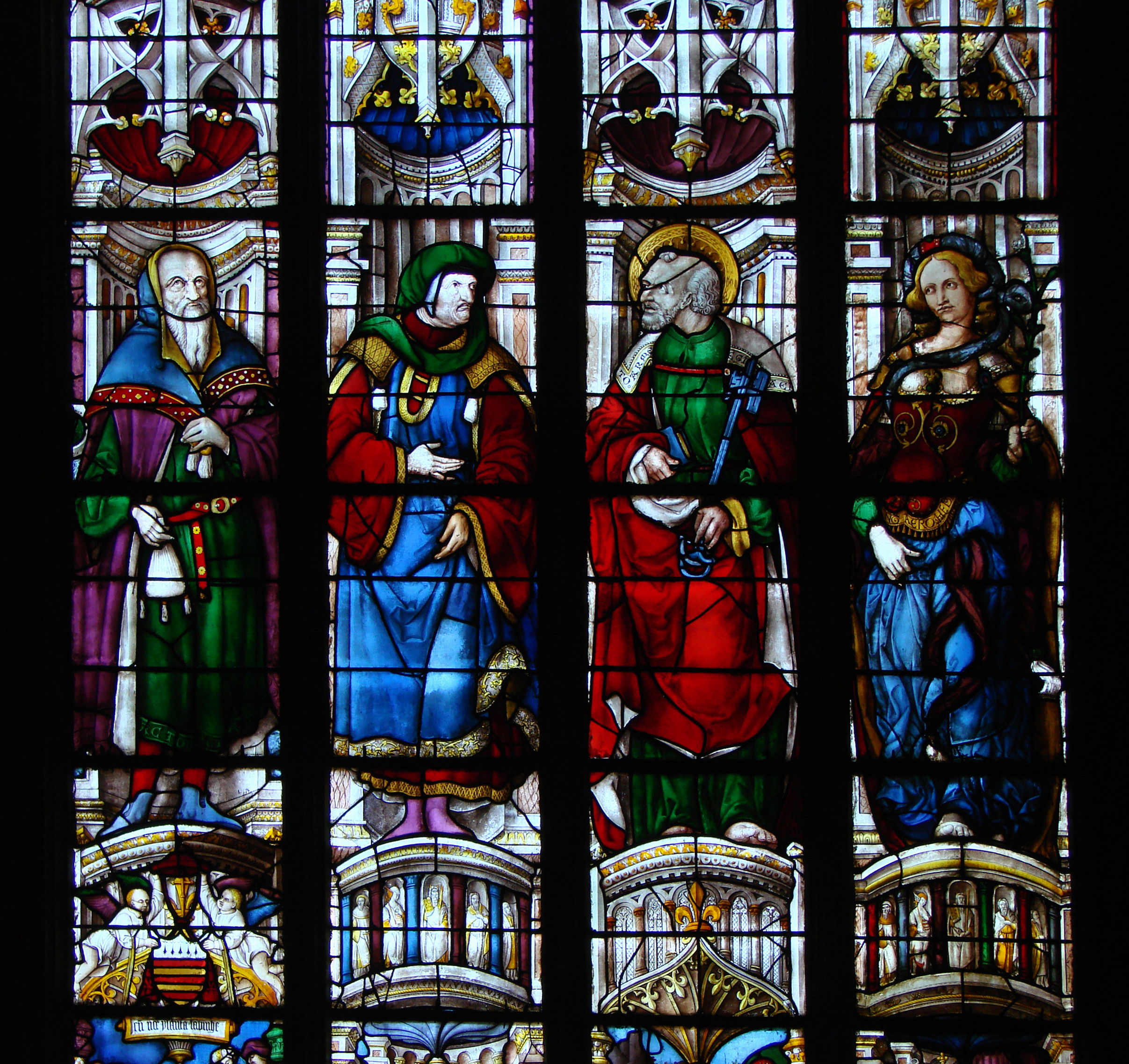
Cathédrale d'Auch, un vitrail d'Arnaud de Moles (détail).

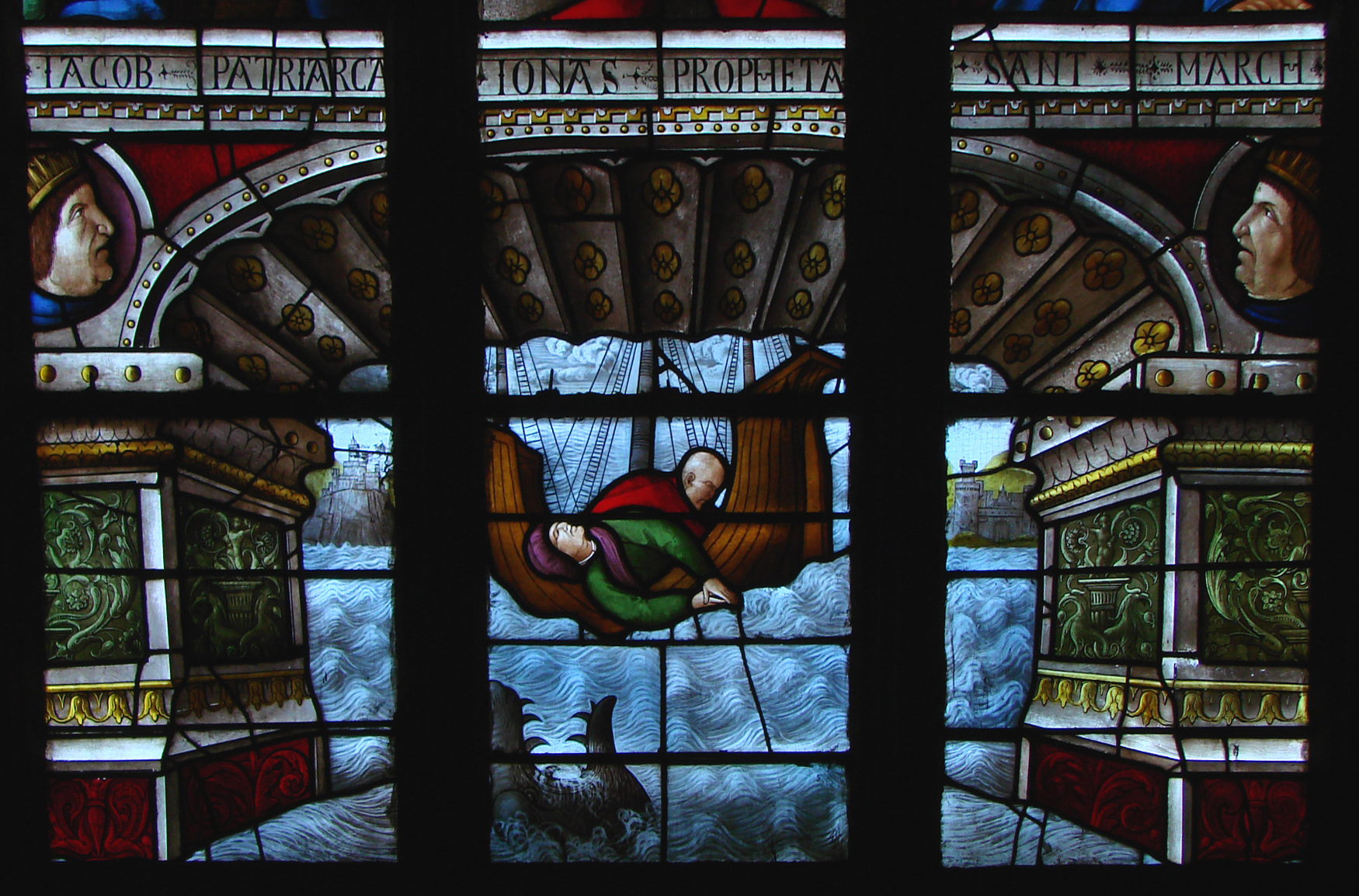
Cathédrale d'Auch, vitrail d'Arnaud de Moles : Jonas (détail). Le médaillon de gauche est un portrait de Jean V d'Armagnac, assassiné à Lectoure en 1473.

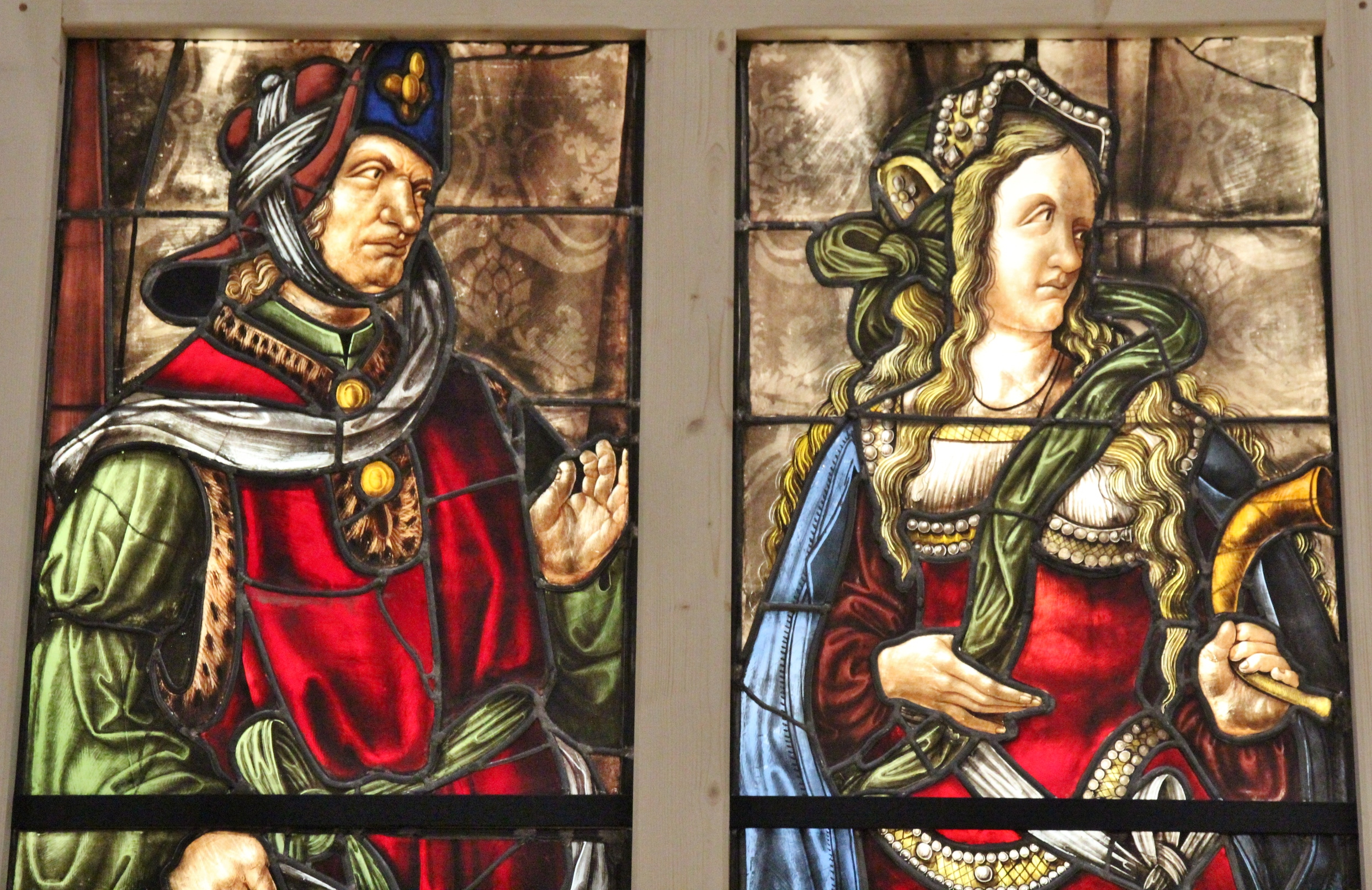
Cathédrale d'Auch, détail d'un vitrail d'Arnaud de Moles

Sa production la plus remarquable est l'ensemble des dix-huit verrières de la cathédrale Sainte-Marie d'Auch. Elles furent réalisées entre 1507 et 1513 (cette date figure sur le dernier vitrail, avec la signature du maître verrier). En parallèle il dessinait aussi les sculptures des 113 stalles du choeur, ensemble de 1500 figures sculptées remarquable pour sa fantaisie autant que son réalisme.  
Émile Mâle écrivait que « pour l'ampleur de la pensée aucun travail de cette époque n'excède les vitraux d'Auch ». Les verrières sont présentes dans toutes les chapelles du déambulatoire (à l'exception de la chapelle du Saint-Sépulcre, alors adossée à l'archevêché). Après trois vitraux historiés, placés au commencement, au centre et à la fin du parcours, représentant respectivement la Création et le Péché, la Croix du Christ, et la Résurrection, les autres présentent des personnages bibliques : patriarches, prophètes, apôtres, auxquels viennent s'ajouter des personnages issus de la mythologie gréco-romaine, les Sibylles.
L'église Saint-Laurent de Fleurance (Gers) possède aussi trois vitraux réalisés par Arnaud de Moles entre 1507 et 1513 : dans l'axe du chœur, la Sainte Trinité ; au nord, des scènes de vies de saints ; et au sud, l'arbre de Jessé.
Il aurait aussi créé un vitrail de l'église Saint-Nicolas de Nogaro (Gers) : le couronnement de la Vierge par la Sainte Trinité. D'autres vitraux ont été réalisés par Michel de Tolzan ou Toulza, un de ses élèves.
L'église de l'Isle-en-Dodon (Haute-Garonne) possède quatre vitraux attribués à Arnaud de Moles ou à ses élèves (vers 1520) et l'église Sainte-Marie de Mirande (Gers), un.
À la charnière du Moyen Âge et de la Renaissance, Arnaud de Moles rompt avec les traditions, impose une vision nouvelle, tant par le style que par les thèmes choisis. Ses personnages sont humains, au point qu'on peut imaginer qu'il a pris des contemporains pour modèles.
La qualité principale d'Arnaut de Moles tient essentiellement à sa maîtrise technique et à la richesse et à la profondeur de la couleur, qu'il obtient par des procédés inédits, comme l'utilisation de verres colorés minces, collés sur des verres incolores. Contrairement aux pratiques de son temps, Arnaud de Moles a laissé sa signature et la date sur ses vitraux.

## Famille
- Bernardon de Moles, dit Bardon, vit à Saint-Sever en 1430 où il possède une maison, mort avant 1446[2] ;
  - Sever de Moles, surnommé Badon, a augmenté considérablement sa fortune, mort vers 1485 ;
    - Arnaud de Moles ou Arnauton (vers 1470-vers 1520), marié avec Jeanne Benquet
      - Jean, entrée dans les ordres ;
      - Jean
      - Jean
      - X., une fille mariée avant 1521 avec Bertrand de Claus
      - Grégoire de Moles

    - Jean de Moles, mort avant 1507 ;
      - Grégoire de Moles.

### Sources et bibliographie
- Paul Raymond, « Notes pour servir à l'histoire des artistes en Béarn : Arnaud de Moles », Bulletin de la Société des sciences, lettres et arts de Pau, 2e série, t. 3,‎ 1873-1874, p. 159-165 (lire en ligne)
- Hippolyte Masson, Des hypothèses sur Arnaut de Moles, p. 315-318, Revue de Gascogne, 1876, tome 17 (lire en ligne)
- Gloires de Gascogne, sous la direction de Robert Castagnon, Toulouse, Loubatières, 1996  (ISBN 2-86266-243-7)
- Raymond Montané, La Cathédrale d'Auch, Presses monastiques, La Pierre-qui-Vire, 1975.
- Sous la direction de Georges Courtès, Le Gers. Dictionnaire biographique de l'Antiquité à nos jours, p. 244, Société Archéologique et Historique du Gers, Auch, 1999  (ISBN 2-9505900-1-2)